# 完顏跋黑
完顏跋黑（？—？），又作孛黑，辽代女真完颜部人。金昭祖完顏石魯與次室烏薩紮部人達胡末所生的長子。景祖乌古乃异母弟，世祖劾里钵叔父。
跋黑和他的同母兄弟僕里黑和斡里安，在小時候常常爭搶飲食，完顏石魯見了很嫌惡，說：「我娶了這個妾生出這樣的兒子，以後必定是子孫的禍患。」1074年，乌古乃死后，世祖劾里鉢剛剛即位，身為叔父的跋黑因未能当上部落联盟长，果然另有異志，他引誘国相雅达之子桓赧、散達、温都首领烏春、窩謀罕等離間部屬，使他們對劾里鉢懷有二心。劾里鉢很擔憂，就更加小心對待他，讓他做勃堇（部落长）而不讓他執掌兵權。
跋黑暗地裏與桓赧、烏春陰謀策劃，國人都知道他們的陰謀，童謠裏有「欲生則附於跋黑，欲死則附於劾里缽、頗剌淑」這樣的句子。劾里鉢也用計策探知兄弟二人部下的人心向背。1091年，烏春、桓赧依次領兵來攻打，劾里鉢準備對外抵禦強兵，但是又害怕跋黑在內叛亂。當劾里鉢正要出發，聽說跋黑在他愛妾的父親家裏吃飯時，吃肉漲哽死。劾里鉢又喜又悲，接來跋黑的屍首並且慟哭。桓赧、散达投降劾里钵，遭阿骨打军袭击，兵败。

## 延伸阅读
[在维基数据编辑]
 《金史·卷65》，出自脱脱《金史》